# Litta (famiglia)
La famiglia Litta è un casato nobile di Milano.

## Storia

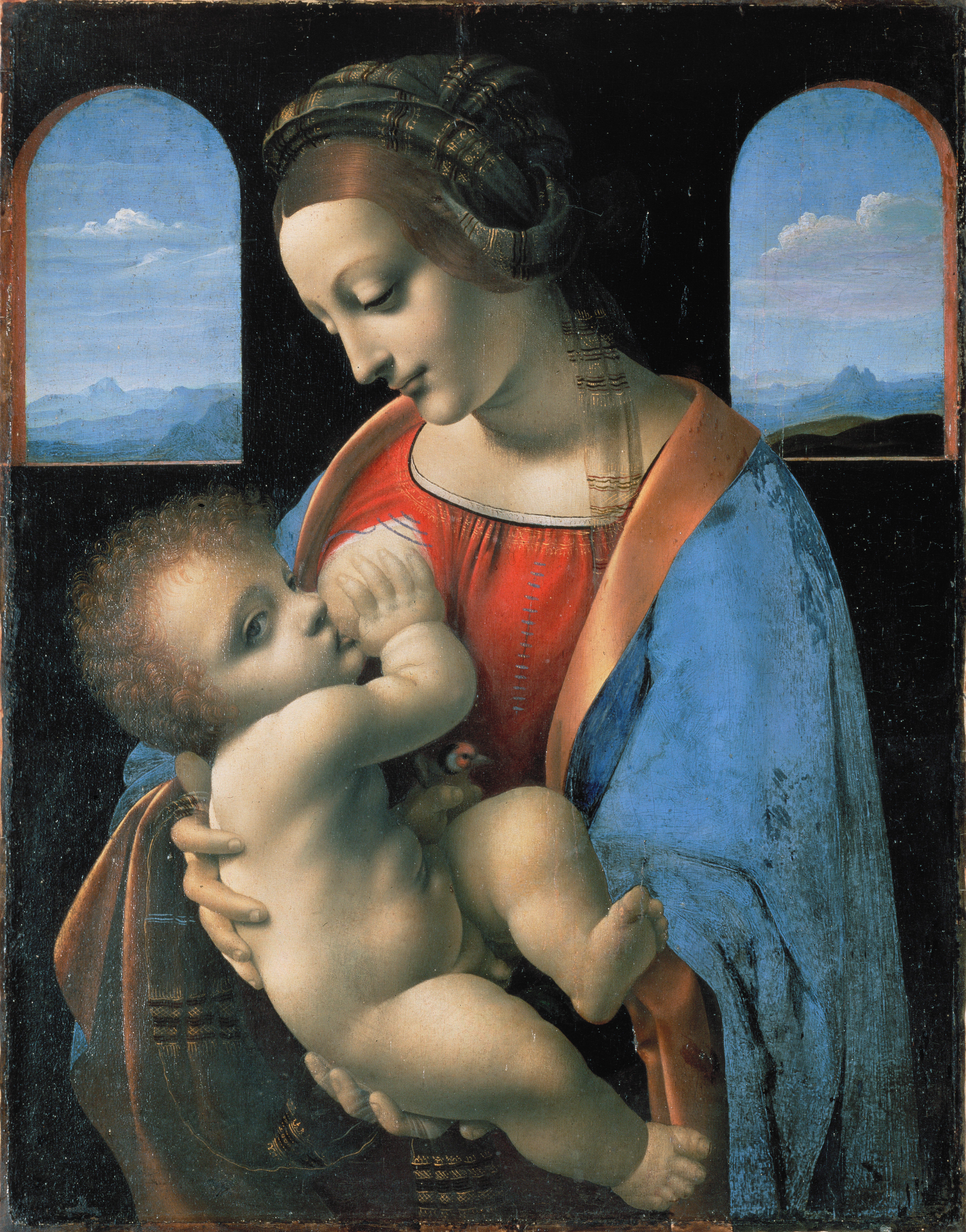
Madonna Litta, attribuita a Leonardo

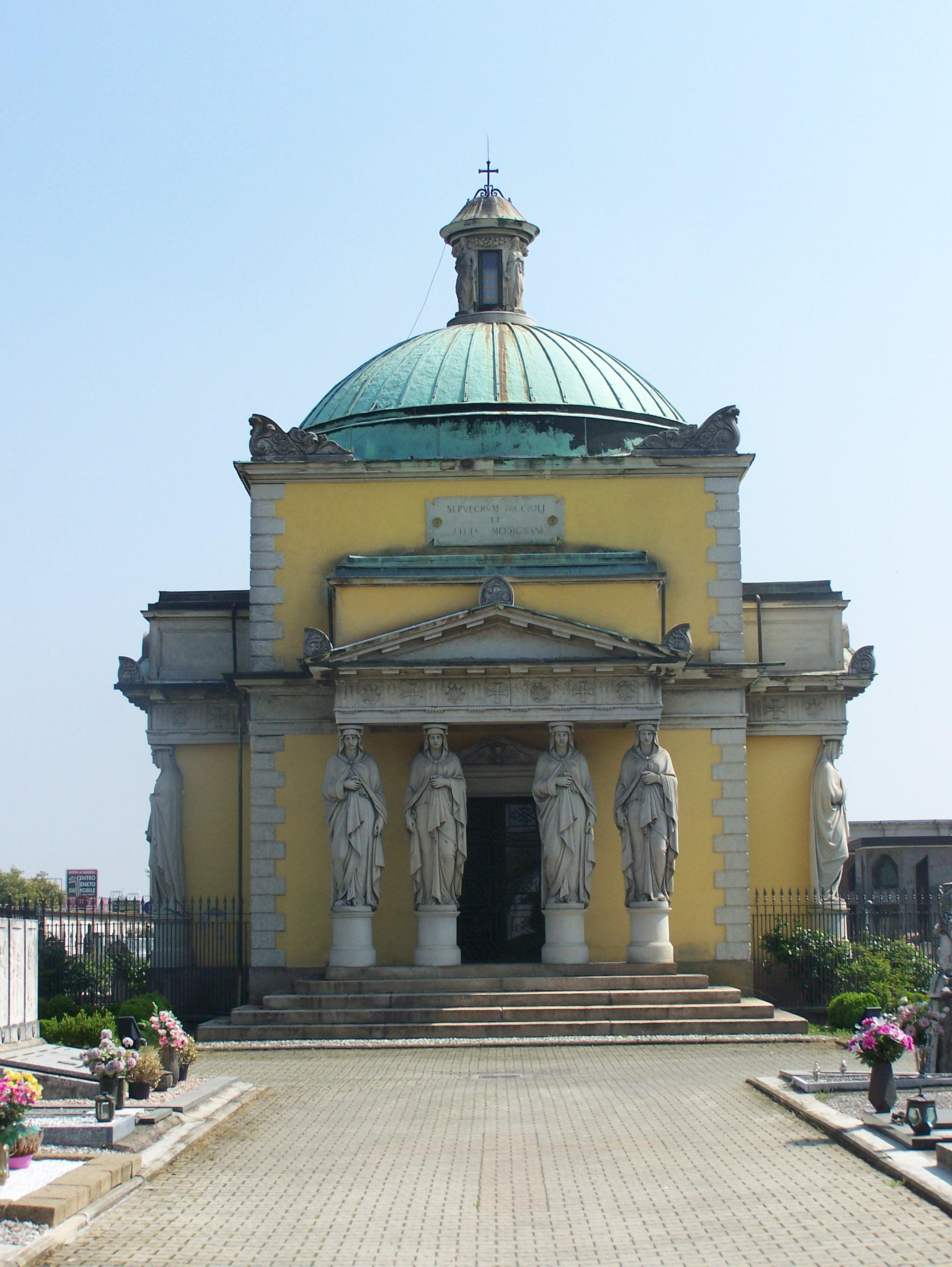
Il mausoleo della famiglia Litta Modignani a Ossona (MI)

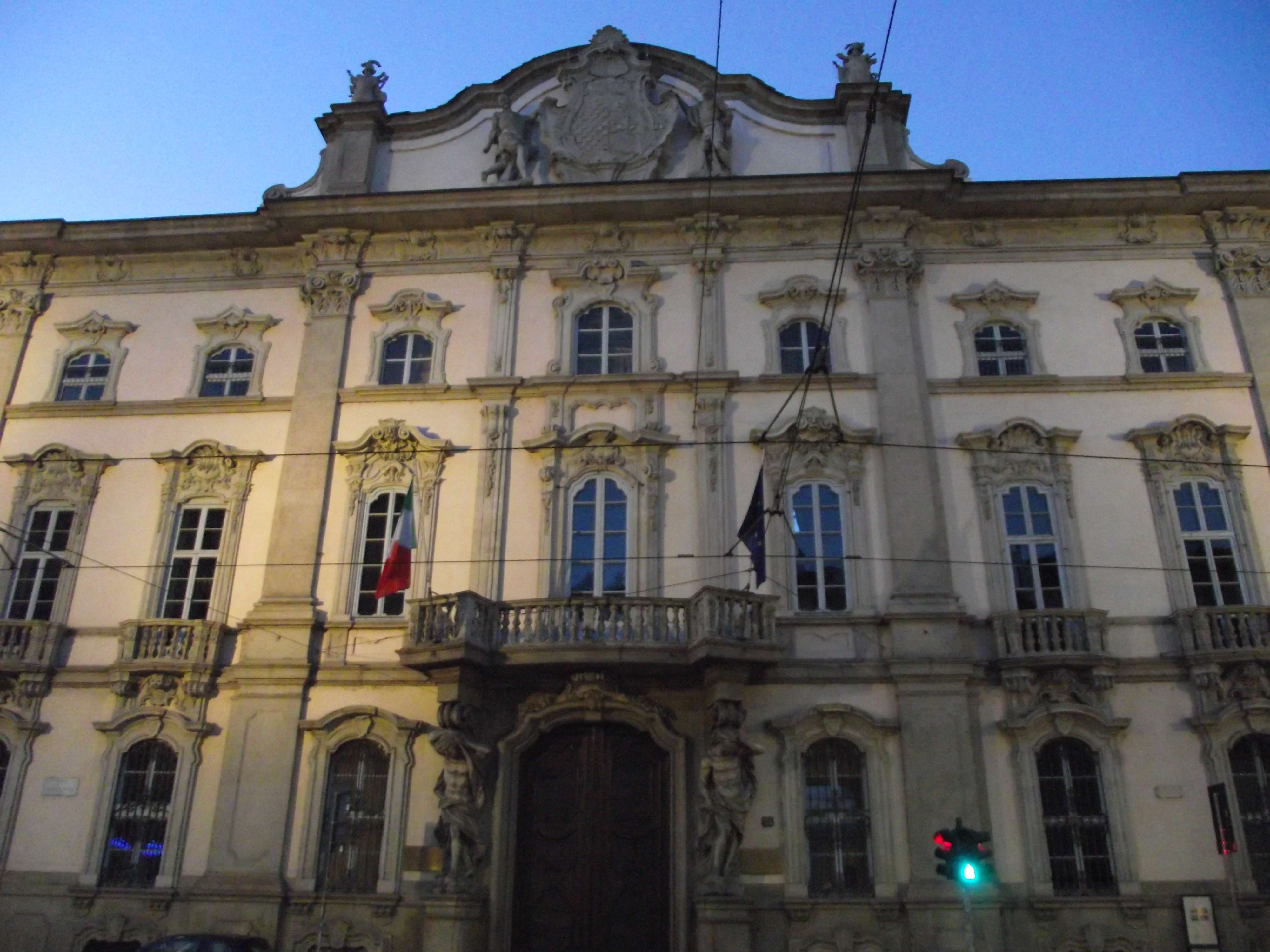
Palazzo Litta a Milano, residenza dei Litta Visconti Arese.

Quella dei Litta fu una delle famiglie illustri del patriziato milanese, già iscritta nella matricola di Ottone Visconti con a capo il capostipite, Balzarino de Littis, che viene segnalato quale prigioniero dei Torriani nel 1258. 
Alla famiglia appartennero fra gli altri Alfonso (XVII secolo), arcivescovo di Milano e cardinale, un altro Alfonso che fu nunzio apostolico in Toscana e poi alla corte di Vienna, e Pompeo, creato Grande di Spagna nel 1709. Il figlio di questi, Antonio, fu commissario generale degli eserciti imperiali in Italia, cavaliere dell'Ordine del Toson d'oro, e marito di Paola Visconti Borromeo, ultima e ricca erede di quella casata. Il ramo principale della famiglia mutò il cognome per ragioni matrimoniali in Litta Visconti Arese.
Col tempo la famiglia si divise in diversi rami:

### Litta Modignani
Litta Modignani (1506) ebbe origine da Giovanni Battista staccatosi dal ramo principale dei Litta nel 1506, che continuò ad ogni modo a mantenere inizialmente il solo cognome Litta. La famiglia ottenne nel 1717 per meriti conseguiti presso l'imperatore Carlo VI il titolo di marchesi di Menzago e Vinago e solo nel 1767 il marchese Eugenio Litta aggiunse il cognome Modignani al proprio per ragioni matrimoniali.
- Camillo Litta, I marchese di Menzago e Vinago (?-?)
- Eugenio Litta Modignani, II marchese di Menzago e Vinago (1713-1785), dal 1767 assume il cognome di Litta Modignani
- Giovanni Battista Litta Modignani, III marchese di Menzago e Vinago (1767-1837)
- Eugenio Litta Modignani, IV marchese di Menzago e Vinago (1794-1847)
- Lorenzo Litta Modignani, V marchese di Menzago e Vinago (1797-1874)
- Gianfranco Litta Modignani, VI marchese di Menzago e Vinago (1844-1899)
- Enrico Litta Modignani, VII marchese di Menzago e Vinago (1876-1908)
- Gaetano Litta Modignani, VIII marchese di Menzago e Vinago (1879-1945)
- Gianfranco Litta Modignani, IX marchese di Menzago e Vinago (1903-1981)
- Gaetano Litta Modignani, X marchese di Menzago e Vinago
- Eugenio Litta Modignani, XI marchese di Menzago e Vinago

### Litta Visconti Arese
Litta Visconti Arese (1722), originatasi dal matrimonio citato tra Antonio Litta e Paola Visconti Borromeo, raccolse l'eredità del ramo primogenito della casata. Il figlio della coppia, Pompeo Giulio (1727-1797) fu il primo a portare il cognome di Litta Visconti Arese, ebbe diversi eredi tra cui Maria (1761-1797), lodata dal Parini in una sua ode con la sorella Paola (1751-1846), Giulio Renato (1763-1835), che divenne cavaliere di Malta e prese servizio come consulente militare della Marina Russa alla corte della zarina Caterina II, Lorenzo, cardinale, Antonio (1748-1820) che venne elevato da Napoleone alla dignità ducale ed Alfonso (1750-1817). Questo ramo si è estinto successivamente nella linea maschile.
- Pompeo Giulio Litta Visconti Arese, VI marchese di Gambolò (1727-1797)
- Antonio Litta Visconti Arese, VII marchese di Gambolò, I duca Litta (1750-1817)
- Pompeo Litta Visconti Arese, II duca Litta, VIII marchese di Gambolò (1785-1835)
- Antonio Litta Visconti Arese, III duca Litta, IX marchese di Gambolò (1819-1866)
- Giulio Litta Visconti Arese, IV duca Litta, X marchese di Gambolò (1822-1891)
- Pompeo Litta Visconti Arese, V duca Litta, XI marchese di Gambolò (1856-1921)

Estinzione della casata

### Litta Biumi
Litta Biumi (1739), conti di Appiano, aggiunsero il cognome Biumi in virtù delle nozze tra Francesco Litta e Angela, figlia del marchese Biumi.
- Carlo Litta, I conte di Appiano
- Francesco Litta, II conte di Appiano
- Carlo Matteo Litta Biumi, III conte di Appiano (1754-1834)
- Pompeo Litta Biumi, IV conte di Appiano (1781-1852)
- Balzarino Litta Biumi, V conte di Appiano (†1880)
- Ferruccio Litta Biumi, VI conte di Appiano

...

## Armoriale

Stemma originario della famiglia Litta
Stemma dei Litta-Modignani
Stemma dei Litta Visconti Arese
Stemma dei Litta-Biumi